# Estouteville-Écalles
Estouteville-Écalles war eine französische Gemeinde im Département Seine-Maritime in der Region Normandie. Sie gehörte zum Arrondissement Rouen und zum Kanton Le Mesnil-Esnard. Estouteville-Écalles ist eine Commune déléguée in der Gemeinde Buchy mit 477 Einwohnern (Stand 1. Januar 2022).

## Geschichte
Estouteville ist der Stammsitz der Herren von Estouteville. Die Seigneurie wurde später zum Herzogtum Estouteville erhoben.
Die Gemeinde Estouteville-Écalles wurde am 1. Januar 2017 nach Buchy eingemeindet.

### Einwohnerentwicklung
| 1962 | 1968 | 1975 | 1982 | 1990 | 1999 | 2013 |
| ---- | ---- | ---- | ---- | ---- | ---- | ---- |
| 272  | 300  | 330  | 273  | 265  | 374  | 504  |